# Gongora irmgardiae
Gongora irmgardiae là một loài lan.